# DECO卡匣系統
DECO卡匣系統（DECO Cassette System）是Data East在1980年12月製造出的大型電玩基板，成为最早支持机主更换游戏的标准化基板。
机主可以分开购买基本机台和储存游戏的标准音频卡带，然后将卡带插入机台并加上安全锁。通电后数据就会从磁带拷贝到机台RAM中；这一过程耗时两三分钟。之后在机台重启前都可以游玩游戏。虽然这在当时属于创新，但机主不满于卡带的潜在风险（易消磁）和中庸的载入时间。
平台上大多数游戏可用MAME模拟器游玩。